# Биберовичева, Иванна Антоновна
Иванна Антоновна Биберовичева (укр. Іванна Антонівна Біберовичева; урождённая — Коралевич, сценический псевдоним до 1879 года — Ляновская; 30 декабря 1858 или 1861, с. Фалиш, Стрыйский уезд, Королевство Галиции и Лодомерии — 7 сентября 1937, Коломыя, Станиславовское воеводство, Польская Республика) — украинская актриса. Супруга Ивана Биберовича (1854—1920), театрального деятеля, актёра и режиссёра.

## Биография
Родилась в семье церковного художника, воспитывалась в актёрской семье брата Михаила Коралевича и его жены Теофилии Романович.
В 1874—1892 годах — актриса львовского украинского Театра общества «Руська бесiда». Была ведущей артисткой театра, «занимая видное место на нашей сцене» (И. Франко).
После 1892 года на сцене выступала эпизодически.
В своем искусстве сочетала силу трагической экспрессии с мягкой лиричностью и психологической выразительностью.

## Избранные театральные роли
- Галя («Назар Стодоля» Т. Г. Шевченко),
- София («Бесталанная», «Наймычка» И. Карпенко-Карого),
- Катря («Не судилось» М. Старицкого),
- Наталка («Лимерівна» П. Мирного),
- Елена («Мироед, или Паук» М. Кропивницкого),
- Катерина («Гроза» А. Островского).
- Адриана Лекуврёр (одноимённая пьеса Э. Скриба).